# Zorofla
Zorofla est une localité de Côte d'Ivoire située dans le département de Daloa, au centre du pays, à mi-chemin de Zuénoula et Daloa. La localité de Zorofla est un chef-lieu de commune.